# Estreito de Penny

O Estreito de Penny é uma via marítima natural no centro do Arquipélago Ártico Canadiano no território de Nunavut, Canadá. Separa a Ilha Bathurst (a sudoeste) da Ilha Devon (a leste). A sul e sudeste, o estreito abre contacto com o Canal Queens.